# Наследството (теленовела)
Наследството (на испански: La herencia) е мексиканска теленовела, режисирана от Аурелио Авила и Сандра Шифнер и продуцирана от Хуан Осорио и Рой Нелсън Рохас Варгас за ТелевисаУнивисион през 2022 г. Адаптация е на чилийската теленовела Hijos Del Monte, създадена от Виктор Караско.
В главните роли са Мишел Рено, Матиас Новоа, Емануел Паломарес, Хуан Пабло Хил и Маурисио Енао, а в отрицателните са Даниел Елбитар, Елисабет Алварес и Паулина Матос.

## Сюжет
Действието на теленовелата се развива във фермата за авокадо „Санта Каталина“, където живеят Севериано дел Монте и петимата му осиновени синове. Каталина Аранго, съпругата на Севериано, не успява да забременее, но Севериано винаги е искал да има наследници от мъжки пол и избират осиновяването като вариант. Севериано умира и животът на синовете му се променя в деня на отварянето на завещанието му, с неочакваната поява на Сара, тяхната сестра, за която никой не знае, че съществува. Сара е дъщеря на Дебора Портийо, бившата любовница на Севериано. Сара израства, вярвайки, че баща ѝ никога не се е интересувал от нея. Като единствено биологично дете на Севериано, Сара е готова да запази наследството. Всичко се усложнява, когато се прочита клауза за отложено условие в завещанието, която задължава шестимата братя и и тяхната сестра да живеят една година във фермата, за да не загубят правото си на наследство.

## Актьори
- Мишел Рено – Сара дел Монте Портийо
- Матиас Новоа – Хуан дел Монте Аранго
- Емануел Паломарес – Симон дел Монте Аранго
- Маурисио Енао – Матео дел Монте Аранго
- Даниел Елбитар – Педро дел Монте Аранго
- Хуан Пабло Хил – Лукас дел Монте Аранго
- Елисабет Алварес – Дебора Портийо Пералта
- Тиаре Сканда – Роса Гутиерес де Милан
- Паулина Матос – Хулиета Милан Гутиерес
- Хулиан Хил – Просперо Милан Рико
- Хуан Карлос Барето – Модесто Перес
- Диего де Ерисе – Корнелио Перес
- Амаранта Руис – Адела Крус
- Вероника Хаспеадо – Берта
- Серхио Басаниес – Данте
- Леонардо Даниел – Севериано дел Монте
- Ана Сиокчети – Каталина Аранго дел Монте
- Кристиан Рамос – Браян Крус
- Глория Аура – Беатрис Ернандес де Перес
- Рафаел Инклан – Агустин Крус
- Роберто Бландон – Салвадор Перес
- Лусеро Ландер – Аурора
- Тиан Алтамирано – Амадо
- Алберто Павон – Енри Дара
- Мануел Ригеса – Бруно
- Джина Педрет – Ирма

## Премиера
Премиерата на „Наследството“ е на 28 март 2022 г. по „Лас естреяс“. Последният 80 епизод е излъчен на 15 юли 2022 г.
| Година | Излъчване              | Брой епизоди | Премиера     | Премиера         | Финал       | Финал            |
| Година | Излъчване              | Брой епизоди | Дата         | Зрители (в млн.) | Дата        | Зрители (в млн.) |
| ------ | ---------------------- | ------------ | ------------ | ---------------- | ----------- | ---------------- |
| 2022   | понеделник-петък 20:30 | 80           | 28 март 2022 | 3.1              | 15 юли 2022 | 3.6              |

## Продукция
Снимачният процес започва през декември 2021 г. и приключва през май 2022 г.

### Избор на актьорския състав
На 24 ноември 2021 г. Хуан Осорио обявява, че актрисата Мишел Рено ще изпълнява главната женска роля. Дни след началото на снимките на продукцията са обявени първите потвърдени актьори, включително Матиас Новоа в първата си главна роля, заедно с Елисабет Алварес, Серхио Басаниес, Тиаре Сканда, Леонардо Даниел, Ана Сиокчети, Кристиан Рамос, Глория Аура и Диего де Ерисе. На 3 януари 2022 г. е обявено, че пуерториканецът Хулиан Хил се присъединява към теленовелата. Няколко дни по-късно, на 6 януари, е обявено, че Даниел Елбитар ще участва в теленовелата, изпълнявайки ролата на един от братята Дел Монте. На 23 февруари 2022 г. са обявени и последните актьори, които ще играят останалите братя Дел Монте: Емануел Паломарес, Маурисио Енао и Хуан Пабло Хил.